# (32511) 2001 NX17
(32511) 2001 NX17 est un astéroïde de 16,8 km de diamètre découvert en 2001.

## Description
(32511) 2001 NX17 a été découvert le 9 juillet 2001 à l'observatoire Magdalena Ridge, situé dans le comté de Socorro, au Nouveau-Mexique (États-Unis), par le projet Lincoln Near-Earth Asteroid Research (LINEAR).

### Caractéristiques orbitales
L'orbite de cet astéroïde est caractérisée par un demi-grand axe de 5,3 ua, un périhélie de 2,88 ua, une excentricité de 0,43 et une inclinaison de 8,95° par rapport à l'écliptique. Du fait de ces caractéristiques, son orbite ne correspond à aucune famille d'astéroïdes définie.

### Caractéristiques physiques
(32511) 2001 NX17 a une magnitude absolue (H) de 12,8 et un albédo estimé à 0,043, ce qui permet de calculer un diamètre de 16,8 km.0